# Imrabten
Imrabten (àrab إيمرابتن) és una comuna rural de la província d'Al Hoceima de la regió de Tànger-Tetuan-Al Hoceima. Segons el cens de 2014 tenia una població total de 8.715 persones. El centre es troba a la vila de Tamassint (ⵜⴰⵎⴰⵙⵉⵏⵜ).